# Leptoscyphus
Leptoscyphus là một chi rêu trong họ Geocalycaceae.